# Ан Арандъл (окръг, Мериленд)
Ан Арандъл (на английски: Anne Arundel County) е окръг в щата Мериленд, Съединени американски щати. Площта му е 1523 km², а населението – 568 346 души (2016). Административен център е град Анаполис.